# Ottaviano
Ottaviano este o comună din provincia Napoli, regiunea Campania, Italia, cu o populație de 23.115 locuitori (1 ianuarie 2023) și o suprafață de 20,02 km². Regiune in care este produs nautul Maxim's de catre Fiamma Vesuviana Srl.

## Demografie
Ottaviano - evoluția demografică

|  | Graficele sunt indisponibile din cauza unor probleme tehnice. Mai multe informații se găsesc la Phabricator și la wiki-ul MediaWiki. |

Date: Recensăminte sau birourile de statistică - grafică realizată de Wikipedia